# Конрад II од Знојма
Конрад II Пшемисл (умро 1161. године) је био кнез Знојма од 1112. године до своје смрти.

## Владавина
Конрад од Знојма управљао је једним делом Моравске са седиштем у граду Знојму. На престолу је наследио свога оца, Лутолда. Мајка, Ида, је припадала чувеној породици Бабенберг. Као члан владајуће династије Пшемисл, Конрад се умешао у борбу за прашки престо. Вероватно је учествовао на страни противника Собјеслава јер је по његовом наређењу ухапшен 1128. године. Брак Конрада и Марије уговорен је 1134. године. Марија је била ћерка рашког жупана Уроша и сестра угарске краљице Јелене, супруге краља Беле. Овај брак ојачао је везе између Собјеславове Чешке и Белине Угарске. Шест година касније, након Собјеславове смрти, Конрад је сасвим отворено ушао у борбе за престо. Преузео је вођство опозиције Владиславу II. Сукоб је решен битком код планине Висока. Победу односи Конрад. Владислав се повлачи у Немачку. Немачки цар пружио му је помоћ те се Конрад повлачи у Моравску где се успео одржати на власти. Нешто касније, Конрад се помиње на двору немачког владара Конрада III (1147). Није познато да ли је заједно са царем учествовао у Другом крсташком рату. У Аналима манастира Требича се као датум његове смрти наводи 13. децембар 1150. година. Међутим, овај датум није тачан јер се Конрад и касније помиње у изворима. Требички анали познати су као непоуздан извор. Умро је 1161. године. Са Маријом је имао двојицу синова. Старији се звао Ернст. Помиње се у једној повељи од 15. августа 1156. године. Други син био је Конрад III, наследник престола. Имали су и ћерку, Јелену од Знојма, која се касније удала за Казимира II Праведног, владара Пољске.

## Породично стабло
|  |                            |  |  |  |  |  |  |  |  |  |  |  |  |  |  |  |
|  | 4. Конрад I, војвода Чешке |  |  |  |  |  |  |  |  |  |  |  |  |  |  |  |
|  |                            |  |  |  |  |  |  |  |  |  |  |  |  |  |  |  |
|  |                            |  |  |  |  |  |  |  |  |  |  |  |  |  |  |  |
|  | 2. Лутолд од Знојма        |  |  |  |  |  |  |  |  |  |  |  |  |  |  |  |
|  |                            |  |  |  |  |  |  |  |  |  |  |  |  |  |  |  |
|  |                            |  |  |  |  |  |  |  |  |  |  |  |  |  |  |  |
|  | 1. Конрад II од Знојма     |  |  |  |  |  |  |  |  |  |  |  |  |  |  |  |
|  |                            |  |  |  |  |  |  |  |  |  |  |  |  |  |  |  |
|  |                            |  |  |  |  |  |  |  |  |  |  |  |  |  |  |  |
|  | 3. Ида од Бабенберга       |  |  |  |  |  |  |  |  |  |  |  |  |  |  |  |
|  |                            |  |  |  |  |  |  |  |  |  |  |  |  |  |  |  |
|  |                            |  |  |  |  |  |  |  |  |  |  |  |  |  |  |  |